# Dream of Mirror Online
 (mars 2020).
Si vous disposez d'ouvrages ou d'articles de référence ou si vous connaissez des sites web de qualité traitant du thème abordé ici, merci de compléter l'article en donnant les références utiles à sa vérifiabilité et en les liant à la section « Notes et références ».
Dream of Mirror Online (DOMO), est un jeu de rôle en ligne massivement multijoueur créé par Softstar et publié par Gametribe une branche de Game Media Networks (en Europe), s'inspirant du mythe chinois du Miroir de Kunlun et se jouant sur PC. Il est sorti en Europe en 2007.
Dream of Mirror Online est présenté comme un « MMORPG Social » privilégiant l'interaction entre les joueurs et est doté d'un système de jeu orienté vers le multiclassage avec 13 classes de personnage disponibles.
Il est doté de graphismes en cel-shading, mais s'adresse à un public plutôt mûr en raison de la nudité relative de certains personnages et des blagues pas toujours de très bon goût de ses développeurs.
Bien que le serveur Européen (Pupu) ait fermé, à cause de la mise en liquidation de Gametribe par Game Media Networks mi-2009, la licence reste exploitée en international par Aeria Games sur deux serveurs (Onyx et Sapphire).

## Trame

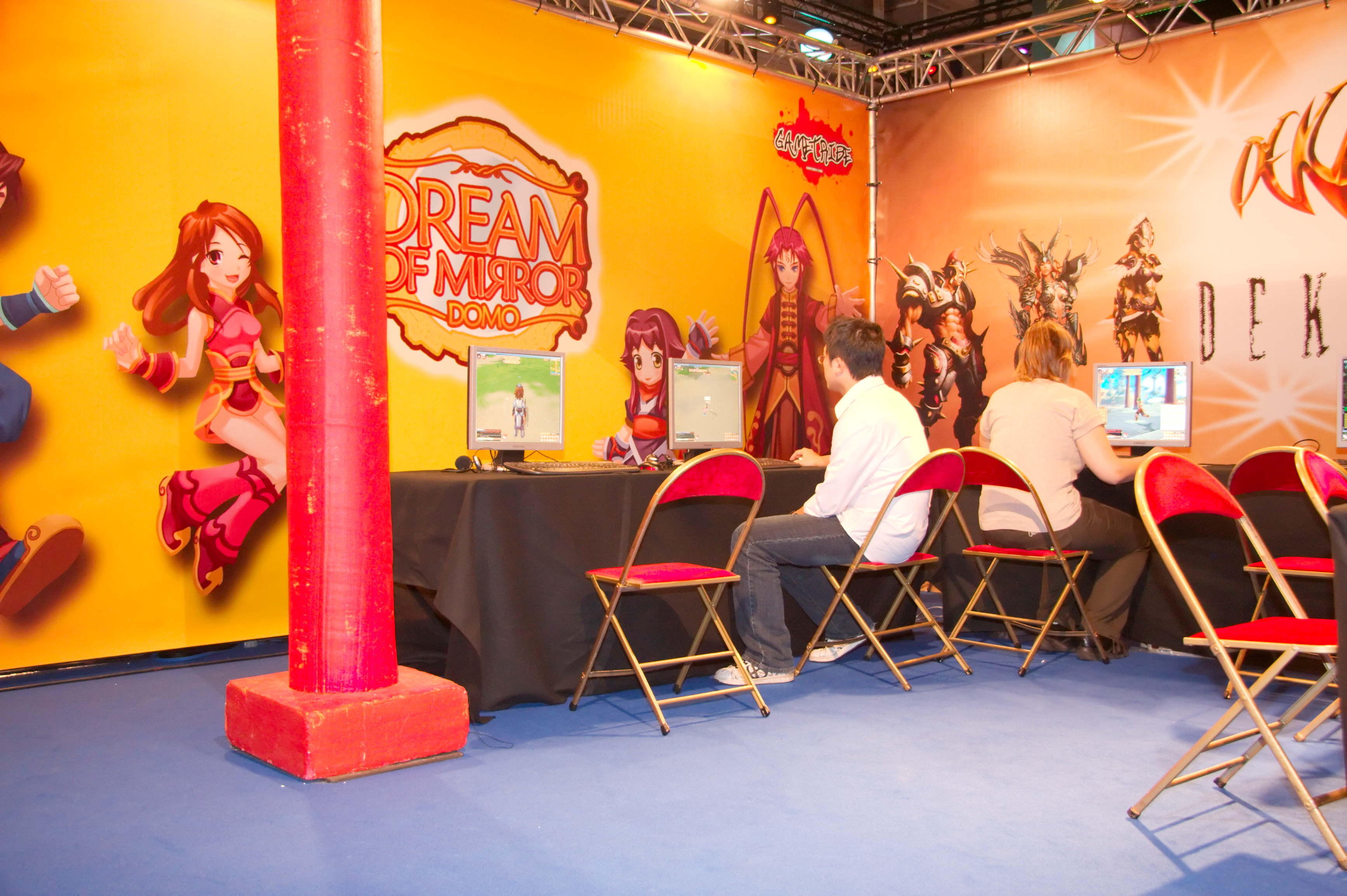
Le stand de Dream of Mirror Online lors du Festival du jeu vidéo 2008

Les rêves des humains du monde réel ont changé et le monde de Kunlun ; de l'autre côté du Miroir, en ressent déjà les effets. Les Sprites perdent la mémoire, les Sylphes leurs sentiments si précieux ; et les Shuras/Felins autrefois de fiers et sages dragons sont devenus des Renards belliqueux. La guerre entre les monstres et les quatre races, Humains, Sylphes, Shuras et Sprites ne fait que s'amplifier à cause de tous ces changements. Seuls les 12 Rois du Monde du Miroir essaient tant bien que mal de contenir la progression du mal qui ronge Kunlun de l'intérieur.

## Système de jeu
Aeria Games présente le jeu comme un « MMORPG social ». En effet, le gameplay encourage à construire des relations avec les autres joueurs et à former des équipes. Les personnages peuvent avoir des liens d'amitié, des liens maître-élève ou des liens amoureux qui auront une influence sur leurs capacités, leur réputation, leurs titres ou leur équipement.